# جيه. يانسن
جيه. يانسن (بالإنجليزية: J. J. Jansen)‏ (و. 1986  م) هو لاعب كرة قدم أمريكية، من الولايات المتحدة، ولد في فينيكس، أريزونا، يلعب كLong snapper ‏.